# Baśnie włoskie
Baśnie włoskie (wł. Fiabe Italiane) – zbiór baśni spisanych przez włoskiego pisarza Itala Calvino.
Pełny tytuł brzmi Baśnie włoskie: Zaczerpnięte z przekazów tradycji ludowej i opowiedziane na nowo (Fiabe italiane raccolte dalla tradizione popolare durante gli ultimi cento anni e trascritte in lingua dai vari dialetti da Italo Calvino).

## Lista baśni

### Tom 1
- 1. Giovannino nieustraszony (Giovannin senza paura)
- 2. Człowiek zielony od alg (L'uomo verde d'alghe)
- 3. Statek o trzech pokładach (II bastimento a tre piani)
- 4. Człowiek, który pojawiał się tylko w nocy (L'uomo che usciva solo di notte)
- 5. I siedem! (E sette!)
- 6. Czarownik o ciele bez duszy (Corpo-senza-l'anima)
- 7. Za pieniądze można kupić wszystko (II danaro fa tutto)
- 8. Pastuszek, który nie rósł (II pastore che non cresceva mai)
- 9. Srebrnonosy (II naso d'argento)
- 10. Broda hrabiego (La barba del Conte)
- 11. Dziewczynka sprzedana z gruszkami (La bambina venduta con le pere)
- 12. Wąż (La biscia)
- 13. Trzy zamki (I tre castelli)
- 14. Książę, który poślubił żabę (II principe che sposò una rana)
- 15. Papuga (II pappagallo)
- 16. Dwanaście wołów (I dodici buoi)
- 17. Krik i Krok (Cric e Croc)
- 18. Królewicz kanarkiem (Il Principe canarino)
- 19. Król Chrum (Re Crin)
- 20. Ludzie spod Bielli są uparci (I biellesi, gente dura)
- 21. Doniczka z majerankiem (Il vaso di maggiorana)
- 22. Bilardzista (Il giocatore di biliardo)
- 23. Mowa zwierząt (Il linguaggio degli animali)
- 24. Trzy chatki (Le tre casette)
- 25. Chłop astrologiem (II contadino astrologo)
- 26. Wilk i trzy dziewczyny (II lupo e le tre ragazze)
- 27. Gdzie nigdy się nie umiera (II paese dove non si muore mai)
- 28. O jednym takim, który wielbił świętego Józefa (II devoto di San Giuseppe)
- 29. Trzy staruchy (Le tre vecchie)
- 30. Książę krab (II principe granchio)
- 31. O dziewczynie, która milczała przez siedem lat (Muta per sette anni)
- 32. Pałac Martwego Człeka (II palazzo dell'Orno morto)
- 33. Jabłuszko i Łupinka (Pomo e Scorzo)
- 34. Połówek (II dimezzato)
- 35. O dziadku, którego nie było widać (II nonno che non si vede)
- 36. Królewicz z Danii (II figlio del Re di Danimarca)
- 37. Dziecko w worku (II bambino nel sacco)
- 38. Gę, gę, gę! Dołączyć się chcę! (Quaquà! Attaccati là!)
- 39. Koszula człowieka szczęśliwego (La camicia dell'uomo contento)
- 40. Noc w Raju (Una notte in Paradiso)
- 41. Jezus i święty Piotr we Friuli (Gesù e San Pietro in Friuli) – cykl baśni: I. Jak to się stało, że święty Piotr poszedł z Panem Jezusem (Come fu che San Pietro è andato col signore), II. Podroby z zająca (La coratella di lepre), III. Gościnność (L'ospitalità), IV. Gryka (Il grano saraceno)
- 42. Czarodziejski pierścień (L'anello magico)
- 43. Ramię nieboszczyka (II braccio di morto)
- 44. Sztuka zbijania bąków (La scienza della fiacca)
- 45. Piękne czoło (Bella Fronte)
- 46. Skradziona korona (La corona rubata)
- 47. Królewna, która uwielbiała figi (La figlia del Re che non era mai stufa di fichi)
- 48. Trzy psy (I tre cani)
- 49. Wujek Wilk (Zio Lupo)
- 50. Giricoccola (Giricoccola)
- 51. Garbus Tabagnino (II gobbo Tabagnino)
- 52. Król zwierząt (II Re degli animali)
- 53. Spodnie diabła (Le brache del Diavolo)
- 54. Kochać, jak się kocha sól (Bene come il sale)
- 55. Królowa trzech złotych gór (La Regina delle Tre Montagne d'Oro)
- 56. Zakład o to, kto się pierwszy rozzłości (La scommessa a chi primo s'arrabbia)
- 57. Pierzasty potwór (L'Orco con le penne)
- 58. Smok siedmiogłowy (II Drago dalle sette teste)
- 59. Pięknotka i potwór (Bellinda e il Mostro)
- 60. Pastuch na dworze (II pecoraio a Corte)
- 61. Królowa Wiewiórka (La Regina Marmotta)
- 62. Syn mediolańskiego kupca (II figlio del mercante di Milano)
- 63. Pałac małp (II palazzo delle scimmie)
- 64. Rosina w piecu (La Rosina nel forno)
- 65. Alamańskie winogrona (L'uva salamanna)

### Tom 2
- 66. Zaczarowany pałac (Il palazzo incantato)

- 67. Krowia głowa (Testa di Bufala)

- 68. Syn króla Portugalii (II figliolo del Re di Portogallo)
- 69. Piękna Fanta-Ghirò (Fanta-Ghirò, persona bella)
- 70. Starcza skóra (Pelle di vecchia)
- 71. Oliwka (Oliva)
- 72. Chytra wieśniaczka (La contadina furba )
- 73. Podróżny z Turynu (II viaggiatore torinese)
- 74. Córka Słońca (La figlia del Sole)
- 75. Smok i zaczarowana klaczka (II Drago e la cavallina fatata)
- 76. Florentczyk (II Fiorentino)
- 77. Królewskie niedole (I Reali sfortunati)
- 78. Zapalczywy garbusek (II gobbino che picchia)
- 79. Fiorawante i piękna Isolina (Fioravante e la bella Isolina)
- 80. O głupcu, który nie wiedział, co to strach (Lo sciocco senza paura)
- 81. Dojarka królową (La lattaia regina)
- 82. Historie Campriana (La storia di Campriano)
- 83. Podarunek Północnego Wiatru (II regalo del vento tramontano)
- 84. Głowa czarownicy La testa della Maga (Valdarno Superiore)
- 85. O dziewczynie, która była jabłkiem (La ragazza mela)
- 86. Pietruszka (Prezzemolina)
- 87. Ptak zielonopióry (L'Uccel bei-verde)
- 88. Król w koszu (II Re nel paniere)
- 89. Morderca bez ręki (L'assassino senza mano)
- 90. Dwóch garbusów (I due gobbi)
- 91. Groszek i wół (Cecino e il bue)
- 92. Król Pawi (II Re dei Pavoni)
- 93. Pałac potępionej królowej (II palazzo della Regina dannata)
- 94. Gąski (Le ochine)
- 95. Woda z koszyka (L'acqua nel cestello)
- 96. Czternasty (Quattordici)
- 97. Giuanni Zuch, który zabił pięciuset dwóch (Giuanni Benforte che a cinquecento diede la morte)
- 98. Kogut Kryształek (Gallo cristallo)
- 99. Łódź żeglująca po morzu i lądzie (La barca che va per mare e per terra)
- 100. Neapolitański żołnierz (II soldato napoletano)
- 101. Miód i Słoneczko (Belimele e Beisele)
- 102. Dumny Król (II Re superbo)
- 103. Drewniana Maria (Maria di Legno)
- 104. Skóra wszy (La pelle di pidocchio)
- 105. Cicco Petrillo (Cicco Petrillo)
- 106. Neron i Berta (Nerone e Berta)
- 107. Miłość do trzech granatów [Biała jak mleko; czerwona jak krew] (L'amore delle tre melagrane [Bianca-come-il-latte-rossa-come-il-sangue])
- 108. Giuseppe Fujara, który kiedy nie kopał, to grał na fujarce (Giuseppe Ciufolo che se non zappava suonava lo zufolo)
- 109. Piękna Wenecja (La Bella Venezia)
- 110. Parchaty królewicz (II tignoso)
- 111. Leśny Król (II Re selvatico)
- 112. Kwitnący Migdał (Mandorlinfiore)
- 113. Trzy ślepe królowe (Le tre Regine cieche)
- 114. Kulawa, garbata i krzywa (Gobba, zoppa e collotorto)
- 115. Oko na Czole (Occhio-in-fronte)
- 116. Fałszywa babcia (La finta nonna)
- 117. Rzemiosło Franceschiella (L'arte di Franceschiello)
- 118. Świetlista ryba (Pesce lucente)
- 119. Północna Wichura i Południowy Wiatr (La Borea e il Favonio)
- 120. Mysz pałacowa i mysz polna (II sorcio di palazzo e il sorcio d'orto)
- 121. Kości Maura (Le ossa del moro)
- 122. Kura praczka (La gallina lavandaia)
- 123. Krik, Krok i Hak (Cricche, Crocche e Manico d'Uncino)
- 124. Pierwszy miecz i ostatnia miotła (La prima spada e l'ultima scopa)
- 125. Kuma lisica i kum wilk (Comare Volpe e Compare Lupo)
- 126. Pięciu obieżyświatów (I cinque scapestrati)
- 127. Czary-mary, dawaj talary! (Ari-ari, ciuco mio, butta danari!)
- 128. Szkoła w Salamance (La scuola della Salamanca)
- 129. Baśń o kotach (La fiaba dei gatti)
- 130. Pędraczek (Pulcino)
- 131. Matka niewolnicą (La madre schiava)
- 132. Żona syreną (La sposa sirena)
- 133. Księżniczki poślubione pierwszemu lepszemu (Le Principesse maritate al primo che passa)
- 134. Liombruno (Liombruno)
- 135. Cannelora (Cannelora)

### Tom 3
- 136. Złoty Fil i Filomena (Filo d'Oro e Filomena)
- 137. Trzynastu zbójców (I tredici briganti)
- 138. Trzy siostry (I tre orfani)
- 139. Śpiąca królewna i jej dzieci (La bella addormentata ed i suoi figli)
- 140. Król ulepiony z ciasta (II Reuccio fatto a mano)
- 141. Indyczka (La tacchina)
- 142. Trzy zbieraczki cykorii (Le tre raccoglitrici di cicoria)
- 143. Siedmioubranie Pięknotki (La Bella dei Sett'abiti)
- 144. Król wąż (II Re serpente)
- 145. Wdowa i zbójca (La vedova e il brigante)
- 146. Krab znoszący złote jajka (II granchio dalle uova d'oro)
- 147. Kola ryba (Cola Pesce)
- 148. Gałązka daktylowa (Gràttula-Beddàttula)
- 149. Nieszczęsna (Sfortuna)
- 150. Wężyca Pippina (La serpe Pippina)
- 151. Katarzyna Mądra (Caterina la Sapiente)
- 152. Kupiec izmaelicki (II mercante ismaelita)
- 153. Gołąb złodziejem (La colomba ladra)
- 154. Pan cieciorki i bobu (Padron di ceci e fave)
- 155. Czarnoksięska księga (II Balalicchi con la rogna)
- 156. Żona, która żyła wiatrem (La sposa che viveva di vento)
- 157. Krzewinka (Erbabianca)
- 158. Król i milord (II Re di Spagna e il Milord inglese)
- 159. But wysadzany klejnotami (Lo stivale ingioiellato)
- 160. Lewy przyboczny (II Bracciere di mano manca)
- 161. Rozmaryna (Rosmarina)
- 162. Diabeł Kulawy (Diavolozoppo)
- 163. Trzy opowieści i trzech kupieckich synów (I tre racconti dei tre figli dei tre mercanti)
- 164. Dziewczyna gołębicą (La ragazza colomba)
- 165. Jezus i święty Piotr na Sycylii (Gesù e San Pietro in Sicilia) – cykl: I. Chleby z kamienia (Le pietre in pane), II. Staruszka w piecu (La vecchia nel forno), III. Legenda opowiadana przez złodziei (Una leggenda che raccontano i ladri), IV. Śmierć w kadzi wina (La morte nel fiasco), V. Matka świętego Piotra (Mamma di San Pietro)
- 166. Zegar cyrulika (L'orologio del Barbiere)
- 167. Siostra hrabiego (La sorella del Conte)
- 168. Majster Franciszek Nierób (Mastro Francesco Siedi-e-mangia)
- 169. Jak bandzior z królową się żenił (Le nozze d'una Regina e d'un brigante)
- 170. Siedem jagnięcych łbów (Le sette teste d'agnello)
- 171. Dwóch kupców morskich (I due negozianti di mare)
- 172. O jednym takim, co poszedł w świat (Sperso per il mondo)
- 173. Statek pełen... (Un bastimento carico di...)
- 174. Królewicz w kurniku (II figlio del Re nel pollaio)
- 175. Grymaśna królewna (La Reginetta smorfiosa)
- 176. Wielki Narbończyk (II Gran Narbone)
- 177. Zwierzęca mowa i ciekawska żona (II linguaggio degli animali e la moglie curiosa)
- 178. Złotorogi cielak (II vitellino con le corna d'oro)
- 179. Kapitan i generał (II Capitano e il Generale)
- 180. Pawie pióro (La penna di hu)
- 181. Starucha z kapuścianego ogrodu (La vecchia dell'orto)
- 182. Szczurek ze śmierdzącym ogonkiem (II sorcetto con la coda che puzza)
- 183. Dwie kuzynki (Le due cugine)
- 184. Dwóch poganiaczy mułów I due compari mulattieri (Provincia di Ragusa)
- 185. Lisica Joasica (La volpe Giovannuzza)
- 186. O chłopczyku, co karmił Jezusa na krzyżu (II bambino che diede da mangiare al crocifisso)
- 187. Gospodarz Prawda (Massaro Verità)
- 188. Próżny król (Il Re vanesio)
- 189. Rogata królewna (La Reginetta con le corna)
- 190. Giufà (Giufà) – cykl: I. Giufà i gipsowy posąg (Giufà e la statua di gesso), II. Giufà, księżyc, złodzieje i stróże (Giufà, la luna, i ladri e le guardie), III. Giufà i czerwona czapka (Giufà e la berretta rossa), IV. Giufà i bukłak (Giufà e l'otre), V. Jedzcie, ubranka moje kochane! (Mangiate, vestitucci miei!), VI. Giufà, zamknij za sobą drzwi! (Giufà, tirati la porta!)
- 191. Brat Ignacy (Fra Ignazio)
- 192. Porady Salomona (I consigli di Salomone)
- 193. Człowiek, który okradł zbójców (L'uomo che rubò ai banditi)
- 194. Lwie ziele (L'erba dei leoni)
- 195. Klasztor mniszek i klasztor braci zakonnych (II convento di monache e il convento di frati)
- 196. Moc kwiatu paproci (La potenza della felce maschio)
- 197. Święty Antoni daje ludziom ogień (Sant'Antonio da il fuoco agli uomini)
- 198. Marzec i pasterz (Marzo e il pastore)
- 199. Giovan Balento (Giovan Balento)
- 200. Skacz do mego worka! (Salta nel mio sacco!)